# Liste der Kulturdenkmale in Reurieth
Die Liste der Kulturdenkmale in Reurieth umfasst die als Ensembles, Einzeldenkmale und Bodendenkmale erfassten Kulturdenkmale in der thüringischen Gemeinde Reurieth und ihrer Ortsteile (Stand: 11. Februar 2025).
Die Angaben in der Liste ersetzen nicht die rechtsverbindliche Auskunft der zuständigen Denkmalschutzbehörde.

## Legende
- Bild: zeigt ein Bild des Kulturdenkmals und gegebenenfalls einen Link zu weiteren Fotos des Kulturdenkmals im Medienarchiv Wikimedia Commons
- Bezeichnung: Name, Bezeichnung oder die Art des Kulturdenkmals
- Lage: Wenn vorhanden Straßenname und Hausnummer des Kulturdenkmals; Grundsortierung der Liste erfolgt nach dieser Adresse. Der Link Karte führt zu verschiedenen Kartendarstellungen und nennt die Koordinaten des Kulturdenkmals.
 Kartenansicht, um Koordinaten zu setzen – in dieser Kartenansicht sind Kulturdenkmale ohne Koordinaten mit einem roten bzw. orangen Marker dargestellt und können in der Karte gesetzt werden. Kulturdenkmale ohne Bild sind mit einem blauen bzw. roten Marker gekennzeichnet, Kulturdenkmale mit Bild mit einem grünen bzw. orangen Marker.
- Datierung: gibt das Jahr der Fertigstellung beziehungsweise das Datum der Erstnennung oder den Zeitraum der Errichtung an
- Beschreibung: bauliche und geschichtliche Einzelheiten des Kulturdenkmals, vorzugsweise die Denkmaleigenschaften
- ID: Die ID identifiziert das Kulturdenkmal eindeutig. In Thüringen sind aktuell keine IDs veröffentlicht. In der ID-Spalte kann sich auch folgendes Icon  befinden, dies führt zu Angaben zu diesem Kulturdenkmal bei Wikidata.

## Ensemble

### Siegritz
| Bild | Bezeichnung | Lage | Datierung | Beschreibung | ID |
| --- | ----------- | --- | --------- | ------------ | -- |
| [[Vorlage:Bilderwunsch/code!/O:!/C:50.467721,10.660166!/D:Siegritzer Dorfstraße 1, 2, 3, 4, 5, 6, 7, 8, 9, 10, 10a, 11, 12, 13, 14, 21, 22, 23, 24, 25, 26, 27, 28, 29, 30, 31, 32, 33, 34, 35, 36, 37, 45, 47, 48, 49, 59 Gemarkung Siegritz / Flurstück(e) 3/4, 3/5, 4/3, 9/2, 10/2, 13/3, 13/4, 16/4, 17/2, 20/3, 21, 22/6, 22/7, 22/8, 22/9, 22/10, 22/11, 22/12,23/3, 24/3, 26/2, 39/3, 39/4, 41/6, 42/2, 45/3, 46/4, 47/6, 47/7, 47/9, 47/10, 70/4, 70/6, 70/7, 73/2, 75/2, 78/5, 80/2, 82/6, 83/3, 86/2, 87/2, 89/2, 92, 93, 94, 95/1, 95/2, 95/3, 96, 97/2, 101/3, 107/3, 107/5, 107/7, 107/8, 109/3, 109/4, 111/3, 113, 114/3, 116/5, 116/6, 302/7, 302/8, Dorfanlage!/\|BW]] | Dorfanlage  | Siegritzer Dorfstraße 1, 2, 3, 4, 5, 6, 7, 8, 9, 10, 10a, 11, 12, 13, 14, 21, 22, 23, 24, 25, 26, 27, 28, 29, 30, 31, 32, 33, 34, 35, 36, 37, 45, 47, 48, 49, 59 Gemarkung Siegritz / Flurstück(e) 3/4, 3/5, 4/3, 9/2, 10/2, 13/3, 13/4, 16/4, 17/2, 20/3, 21, 22/6, 22/7, 22/8, 22/9, 22/10, 22/11, 22/12,23/3, 24/3, 26/2, 39/3, 39/4, 41/6, 42/2, 45/3, 46/4, 47/6, 47/7, 47/9, 47/10, 70/4, 70/6, 70/7, 73/2, 75/2, 78/5, 80/2, 82/6, 83/3, 86/2, 87/2, 89/2, 92, 93, 94, 95/1, 95/2, 95/3, 96, 97/2, 101/3, 107/3, 107/5, 107/7, 107/8, 109/3, 109/4, 111/3, 113, 114/3, 116/5, 116/6, 302/7, 302/8 (Karte) |           |              |    |

## Einzeldenkmale

### Reurieth
| Bild                                    | Bezeichnung                                                         | Lage | Datierung | Beschreibung                        | ID |
| --------------------------------------- | ------------------------------------------------------------------- | --- | --------- | ----------------------------------- | -- |
| BW                                      | Gasthaus mit Nebengebäude und Keller / Gasthaus zur schwarzen Henne | Bahnhofstraße 46; Hohle Gasse 51 (Karte)                                                                       |           |                                     |    |
| Direkt Bild zu diesem Denkmal hochladen | Mühlengehöft mit Gasthaus / ehem. Klostermühle                      | Dorfstraße 2                                                                                                   |           |                                     |    |
| BW                                      | Gehöft                                                              | Dorfstraße 38 (Karte)                                                                                          |           |                                     |    |
| BW                                      | Gasthaus mit Nebengebäude und Keller                                | Dorfstraße 44, 55 (Karte)                                                                                      |           |                                     |    |
| BW                                      | Wohnhaus                                                            | Eckstraße 15 (Karte)                                                                                           |           |                                     |    |
| BW                                      | Gehöft                                                              | Froschgasse 97 (Karte)                                                                                         |           |                                     |    |
| Fotos hochladen                         | Brücke                                                              | Hohle Gasse o. Nr. Straßenbrücke über die Werra-Eisenbahn nordöstlich der Ortslage Flurstück(e) 1092/8 (Karte) |           |                                     |    |
| Direkt Bild zu diesem Denkmal hochladen | Pfeiler                                                             | Hohle Gasse 52                                                                                                 |           |                                     |    |
| Fotos hochladen                         | Friedhofshalle                                                      | Kirchgasse o. Nr. auf dem Friedhofsgelände (N) (Karte)                                                         |           |                                     |    |
| weitere Bilder Fotos hochladen          | Evangelische Dorfkirche Reurieth                                    | Kirchgasse 100 Flurstück(e) 434, 435 (Karte)                                                                   |           | Kirche mit Ausstattung und Kirchhof |    |
| Direkt Bild zu diesem Denkmal hochladen | Brunnen / Pumpbrunnen                                               | Zeilfelder Straße o. Nr. vor Haus Nr. 21 Flurstück(e) 168/32                                                   |           |                                     |    |
| Direkt Bild zu diesem Denkmal hochladen | Brunnen / Dorfbrunnen                                               | Zeilfelder Straße o. Nr. nördliche Straßenseite Flurstück(e) 168/32                                            |           |                                     |    |
| BW                                      | Backhaus                                                            | Zeilfelder Straße 30 (Karte)                                                                                   |           |                                     |    |
| Fotos hochladen                         | Mühlengehöft / ehem. Schloßmühle                                    | Zückgasse 81 (Karte)                                                                                           |           |                                     |    |
| BW                                      | Gasthaus / Gasthaus zum Hirsch                                      | Zückgasse 91 (Karte)                                                                                           |           |                                     |    |
| BW                                      | Klosterensemble / ehem. Prämonstratenserinnen-Kloster               | (Karte) |           |                                     |    |
| Fotos hochladen                         | Brücke / Werra-Eisenbahn-Brücke                                     | nordöstlich der Ortslage (im Verlauf der Bahnstrecke) Flurstück(e) 1092/8 (Karte)                              |           |                                     |    |
| Direkt Bild zu diesem Denkmal hochladen | Mühlengehöft und Mühlgraben                                         | nordöstlich außerhalb des Ortes                                                                                |           |                                     |    |
| Direkt Bild zu diesem Denkmal hochladen | Brunnen                                                             | Kirchgasse/Dorfstraße Flurstück(e) 372/6                                                                       |           |                                     |    |
| BW                                      | Schlossruine                                                        | (Karte) |           |                                     |    |
| Direkt Bild zu diesem Denkmal hochladen | Backhaus                                                            | Eckstraße/Am Turnplatz                                                                                         |           |                                     |    |

### Siegritz
| Bild | Bezeichnung  | Lage                                                                      | Datierung | Beschreibung | ID |
| ---- | ------------ | ------------------------------------------------------------------------- | --------- | ------------ | -- |
| BW   | Gemeindehaus | Siegritzer Dorfstraße 59 auch im ENS Dorfanlage Flurstück(e) 24/3 (Karte) |           |              |    |

## Bodendenkmale

### Reurieth
| Bild                                    | Bezeichnung                     | Lage | Datierung | Beschreibung | ID |
| --------------------------------------- | ------------------------------- | --- | --------- | ------------ | -- |
| Direkt Bild zu diesem Denkmal hochladen | Sächsische Landwehr - Abschnitt | ca. 800 m westlich von Ebenhards vom Höhnberg bis zum Werratal Gemarkung Ebenhards / Flurstück(e) 622, 627, 628/2, 640; Flurstück(e) 1100/2, 1499/2, 1501                                                                            |           |              |    |
| Direkt Bild zu diesem Denkmal hochladen | Sächsische Landwehr - Abschnitt | Gemarkung Pfersdorf / Flurstück(e) 1218, 439, 440, 521/6, 580, 581, 588, 589, 590, 598, 766/4, 767, 772/3, 772/4, 783/2; Flurstück(e) 774/5, 774/6, 774/7, 774/8, 775, 776, 778/1, 779/2, 779/3, 780/32, 780/33, 810/2, 813/1, 815/2 |           |              |    |
| weitere Bilder Fotos hochladen          | Burganlage                      | Ortslage, am westl. Rand der Werraschleife Flurstück(e) 436/2, 437/2, 438/2, 440, 440/2, 441/1 (Karte) |           |              |    |